# Hans Caspar Egg
Hans Caspar Egg, auch Hans Kaspar Egg, (* 29. Januar 1764 in Ellikon an der Thur; † 8. Dezember 1846 ebenda) war ein Schweizer Politiker, der zu den Aristokraten gehörte.

## Biografie
Egg war ein alteingesessenes Geschlecht von Ellikon, das um die Mitte des 17. Jahrhunderts aus Schlatt im Kanton Zürich eingewandert war. Die Familie hatte ab 1671 das Amt des Gerichtsvogts inne und betrieb die Mühle in Ellikon, das sie bis zum Franzoseneinfall 1798 behalten sollte. Der 1792 verstorbene Hans Kaspar Egg hatte mindestens zwei Söhne: Rudolf, der als Senator im Helvetischen Rat einsass und sein älterer Bruder, Hans Caspar, der eine politische Karriere auf Kantonsebene machte. Hans Caspar blieb ledig und trat weder als Müller noch als Gerichtsvogt die Nachfolge seines Vaters an.

## Politische Ämter
Egg war während der Helvetik Munizipalitätspräsident von Ellikon. Er nahm 1803 als Vertreter der Aristokraten Einsitz in den Grossen Rat des Kantons Zürich, dem er bis 1820 angehörte. Es waren dies die ersten Wahlen nach der in der Mediationszeit neu erstellten Verfassung des Kantons Zürich vom 19. Februar 1803. Der Kanton Zürich war in «Zünfte» eingeteilt, die Wahlkreisen entsprachen. Egg sass als gewählter Vertreter der Landzunft «Dorlikon» in der Regierung und wurde schon bei Eintritt in den Kleinen Rat gewählt, dem er bis 1814 angehörte – die Mitglieder der Exekutive wurden damals aus den Grossratsmitgliedern gewählt.